# 國際大學生體育節
國際大學體育節（俄语：Международный фестиваль студенческого спорта）是俄羅斯於2023年8月舉辦的國際體育賽事。因俄羅斯入侵烏克蘭，其2023年夏季世界大學運動會舉辦權遭褫奪，而運動員亦被禁賽，所以俄羅斯宣布將在葉卡捷琳堡舉辦「國際大學體育節」取代該比賽，並邀請上海合作組織、金磚五國和集體安全條約組織成員參賽。體育節於2023年8月19日開幕，8月31日閉幕。

## 籌備
- 2022年12月，應俄羅斯總統普京指示，國際大學體育節建設將在未來兩個月內完成，他亦委派斯維爾德洛夫斯克地區國家住房建設監督部負責人阿列克謝·羅索洛夫前往監督相關工作。據當地媒體報道，水上運動宮其中一個游泳池正在進行測試，而社區中心的室內足球場亦裝修完畢，住房建設監督部對此感到滿意。正當被問及建築商是否因經濟制裁而受阻時，羅索洛夫承認俄羅斯一直收到西方制裁影響，並回應指「一部分是進口替代補充的，有些東西是提前採購的。 我們知道我們正在發生什麼變化。」[3]
- 2023年1月，在接受《俄羅斯報》訪問時，俄羅斯體育部長奧列格∙馬特欽表示，該體育節不會成為世界大學生運動會的替代品。因此宣布該賽事不會以國家隊形式參賽，而會使用大學代表隊作參賽單位。他更透露在金磚五國、上海合作組織和集體安全組織成員之外，將會邀請更多拉丁美洲和非洲國家參加賽事，並呼籲歐洲國家放下心理障礙，不用看別人臉色而赴往俄羅斯參賽。[4]
- 2023年1月，運動員村首兩棟公寓建成並投入服務，該運動員村在體育節舉辦後將改建成烏拉爾聯邦大學的學生宿舍。[5]
- 2023年1月28日，組委會以俄、英文發布「特別資料文件」，宣布比賽運動項目、比賽時間表、運動員須知（如住宿、交通安排、保險等等）和其他安排。[6][7]

## 宣傳

### 標誌
2023年2月1日，組委會公布國際大學體育節的標誌，該標誌為葉卡捷琳堡的英文縮寫「EKAT」，字母使用元素反映葉卡捷琳堡所在斯維爾德洛夫斯克州的森林和湖泊、河流和山脈、田野和平原的自然多樣性。而顏色則與烏拉爾及其顏色相關——橙色、綠色、藍色和紅色。 新標誌不僅反映了烏拉爾的形象，還反映了即將到來的節日及其體育和文化組成部分的多樣性。

### 口號
經過全民投票後，主辦方宣布體育節口號為「Yekaterinburg on Sports」。

### 主題曲
體育界的主題曲為「能量、積極性和動力之提升」 ，由烏拉爾青年交響樂團指揮德米特里·菲拉托夫作曲。他表示希望能藉此曲能「激發（年輕人的）能量、積極性和動力」。

### 合作夥伴
- 烏拉爾航空：負責運送運動員、裁判員和其他人員[11]
- 科利佐沃國際機場：為官方唯一指定機場口岸[12]
- 烏拉爾聯邦大學：負責志願者工作

## 安全保障
- 自從2023年8月起，葉卡捷琳堡市中心將暫停售賣酒類產品，禁令9月（體育節閉幕後）將解除。[13]

## 比賽場地
國際大學生體育節將於以下場館舉行（一切以俄語為準）：
- 團隊運動宮（Дворце игровых видов спорта）- 排球、五人制足球
- 藝術體操和美學體操中心（Центре художественной и эстетической гимнастики）- 藝術體操
- 水上運動宮（Дворце водных видов спорта）- 游泳、跳水
- 柔道宮（Дворце дзюдо）- 柔道，桑博
- 叶卡捷琳堡国际展览中心（МВЦ «Екатеринбург-Экспо» и）- 乒乓球、羽毛球、拳擊、三人籃球、跆拳道、摔跤
- 格林威治兒童網球學院（Детской академии тенниса «Гринвич»）- 網球

## 比賽項目
以下十四個項目為國際大學體育節競賽項目：
- 羽毛球（詳細）
- 籃球（詳細）
- 拳擊（詳細）
- 排球（詳細）
- 柔道（詳細）
- 室內五人制足球（詳細）
- 乒乓球（詳細）
- 游泳（詳細）
- 體操（詳細）
- 跳水（詳細）
- 桑搏（詳細）
- 摔角（詳細）
- 網球（詳細）
- 跆拳道（詳細）

## 參與方

### 概況
- 體育節原和中國成都同時舉辦的2021年夏季世界大學運動會相沖，但經延期後和成都世大運時隔12日。雖然有所延期，但受邀國家會否派員參加仍成疑。[1][2]
- 2023年4月，俄羅斯副總理德米特里·切爾內申科接受俄羅斯衛星通訊社訪問時表示，16個國家表示願意參加該體育節，亦有數間中國大學對參賽有興趣，俄羅斯體育部門將持續和中國體育部門進行溝通。[15]
- 2023年4月，俄羅斯體育部長亦表示將邀請來自多哥、塞內加爾和貝寧的運動員參加比賽，以增進和非洲國家之友誼。[16]
- 2023年7月20日，組委會公布表態參與體育節的15個國家。[17]8月2日，組委會公布第二批表態參加體育節的國家。[18]8月14日，組委會公布參加體育節的36個國家的代表團名單。[19]

### 賽事官方公佈之參賽國
- 白俄羅斯[17]
- 亞美尼亞[18]
- 阿根廷[18]
- 阿富汗[19]
- 亞塞拜疆[19]
- 孟加拉[18]
- 巴林[19]
- 巴西[18]
- 中华人民共和国（北京体育大学、成都体育学院、中国石油大学（华东）、中國政法大學、复旦大学、广东工业大学、西南大学、清华大学、西安交通大学）[20]
- 古巴[17]
- 厄瓜多爾[17]
- 瓜地馬拉[18]
- 墨西哥[18]
- 哈薩克斯坦[17]
- 吉爾吉斯斯坦[18]
- 塞爾維亞[18]
- 敘利亞[19]
- 蒙古國[19]
- 尼日利亞[17]
- 印尼[17]
- 印度[19]
- 伊朗[18]
- 伊拉克[19]
- 巴基斯坦[17]
- 俄羅斯 （舉辦方）
- 南奧塞梯[19]
- 斯里蘭卡[17]
- 泰國[19]
- 坦桑尼亞[17]
- 塔吉克斯坦 [21]
- 土耳其[19]
- 烏干達[17]
- 烏茲別克斯坦[19]
- 委內瑞拉[17]
- 越南[17]
- 津巴布韋[17]

### 被俄羅斯邀請，但未派員出席
- 貝寧
- 柬埔寨
- 馬里
- 摩爾多瓦
- 尼泊爾
- 南非
- 塞內加爾
- 多哥

## 獎牌榜
以下為國際大學生體育節的獎牌榜：

  *   主办国家/地区（俄羅斯）
| 排名                     | 国家 / 地区              | 金牌 | 銀牌 | 銅牌 | 总计 |
| ------------------------ | ------------------------ | ---- | ---- | ---- | ---- |
| 1                        | 俄羅斯*                  | 144  | 138  | 199  | 481  |
| –                        | 其他國家運動員           | 51   | 56   | 104  | 211  |
| 总计（共1个国家 / 地区） | 总计（共1个国家 / 地区） | 195  | 194  | 303  | 692  |

## 轉播單位
國際大學生體育節的官方轉播單位如下：
- 全球：
  - 國際大學生體育節官網
  - RTRS.Plus
  - Start TV 和 Radio Company的YouTube和RuTube頻道

- 俄羅斯
  - START TV
  - Sportivny TV
  - Futbolny TV
  - Bolshoy efir TV

## 類似運動會
- 世界友谊运动会 - 取代2024年巴黎奧運，由俄罗斯於2025年在莫斯科和叶卡捷琳堡舉行[25]
- 未來的遊戲運動會（俄语） - 電子競技運動會，由俄羅斯在2024年2-3月於喀山舉行
- 金磚五國運動會/上海合作組織運動會 - 由俄羅斯體育部長提出在俄羅斯舉辦，尚未有舉辦定案[26]